# Agnaldo Temóteo da Silveira
Agnaldo Temóteo da Silveira (ur. 28 maja 1977 w Bela Cruz) – brazylijski duchowny katolicki, biskup Garanhuns od 2024.

## Życiorys
10 lipca 2002 otrzymał święcenia kapłańskie i został inkardynowany do diecezji Sobral. Był m.in. kanclerzem kurii, pomocniczym wikariuszem sądowym przy regionalnym trybunale, wikariuszem biskupim oraz wikariuszem generalnym diecezji.
14 maja 2024 papież Franciszek mianował go biskupem diecezji Garanhuns. Sakry udzielił mu 16 lipca 2024 biskup José Luiz Gomes de Vasconcelos.